# دنغفنغ
دنغفنغ (بالصينية: 登封市 )‏ هي مدينة على مستوى مقاطعة، في جمهورية الصين الشعبية، تتبع تشنغتشو، هي عاصمة سلالة شيا الحاكمة، تبلغ مساحتها 1,220 كيلومتر مربع، رمزها البريدي هو 452470.

## معرض صور

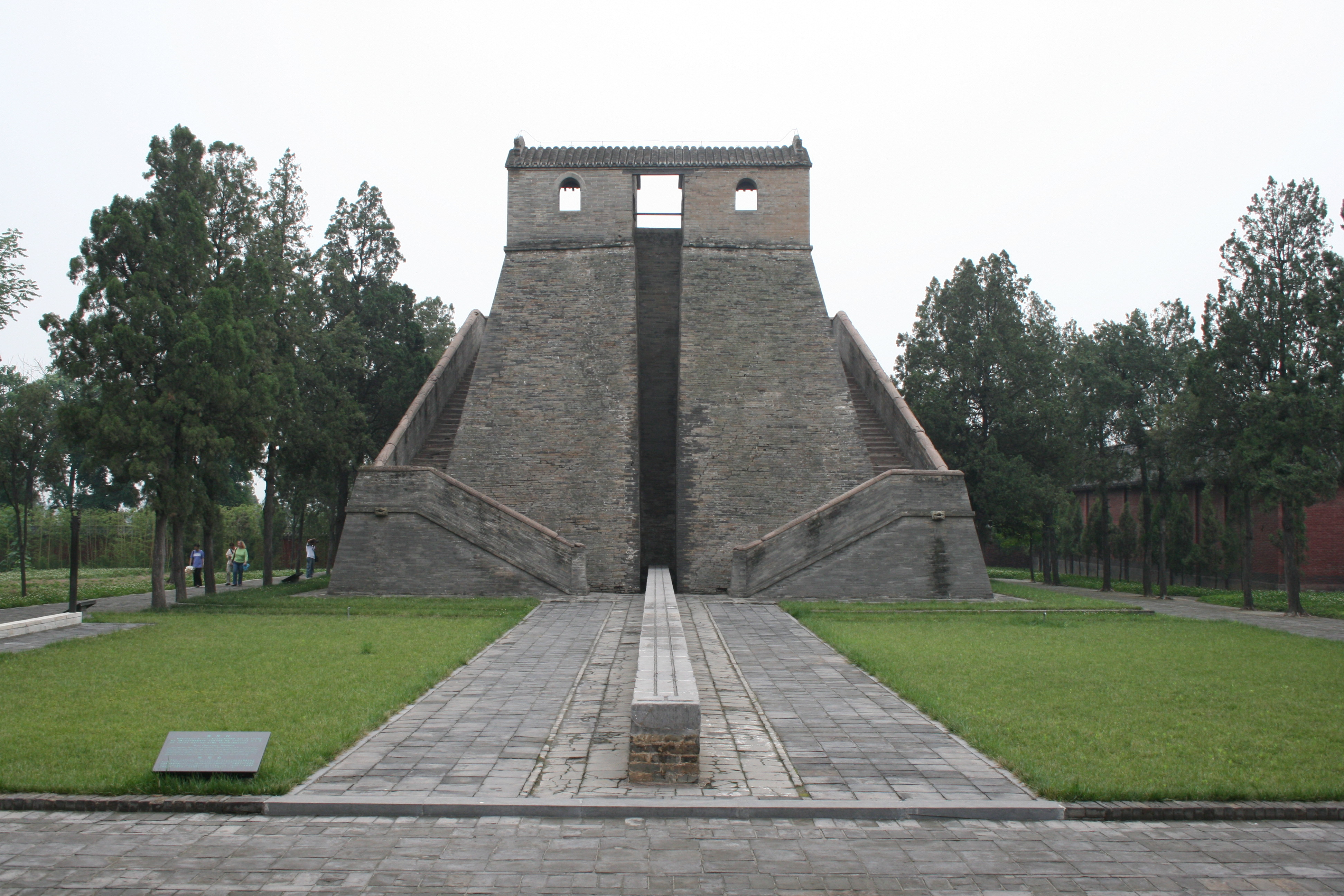
المرصد الفلكي لأسرة يوان
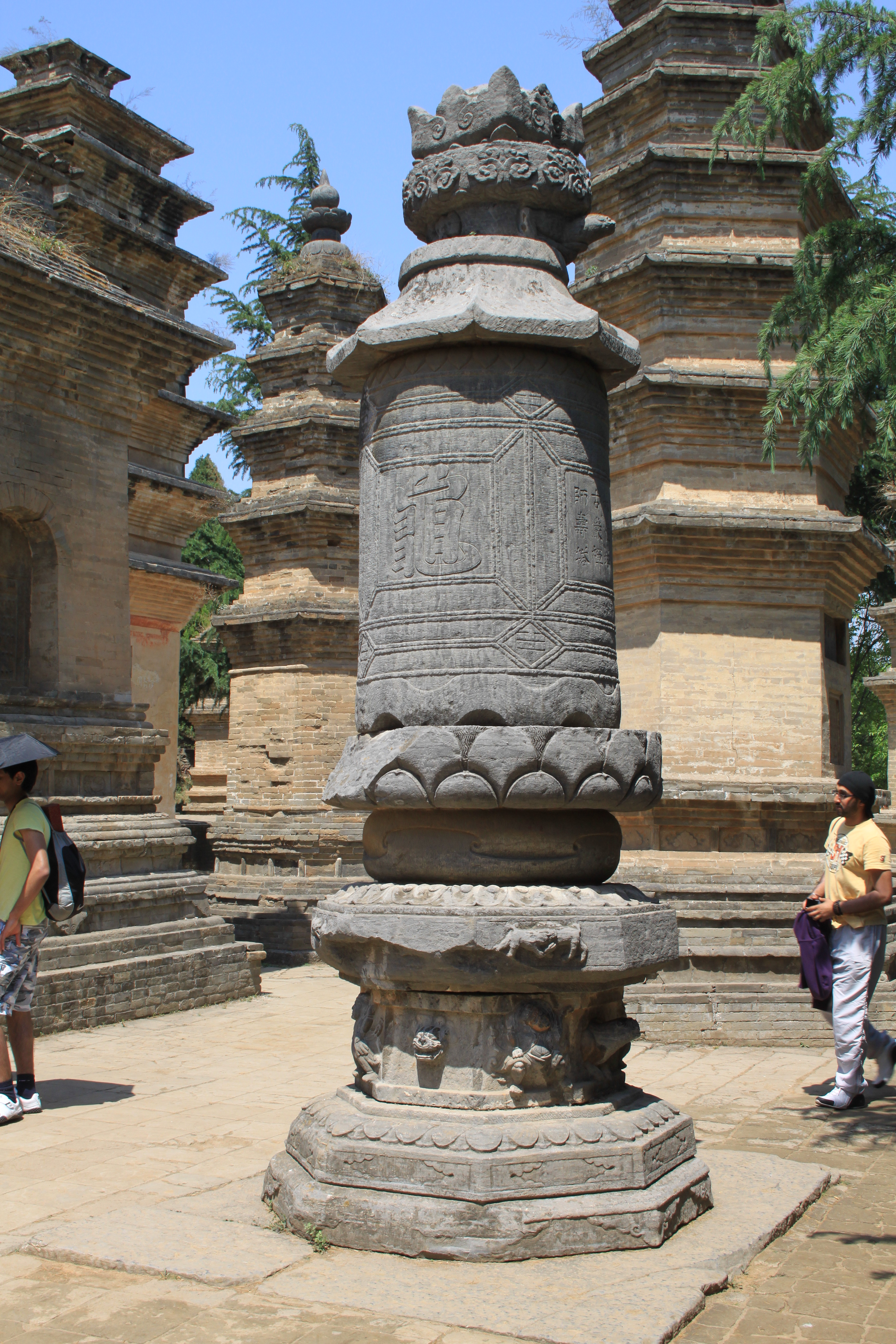
معبد جويان، يوان
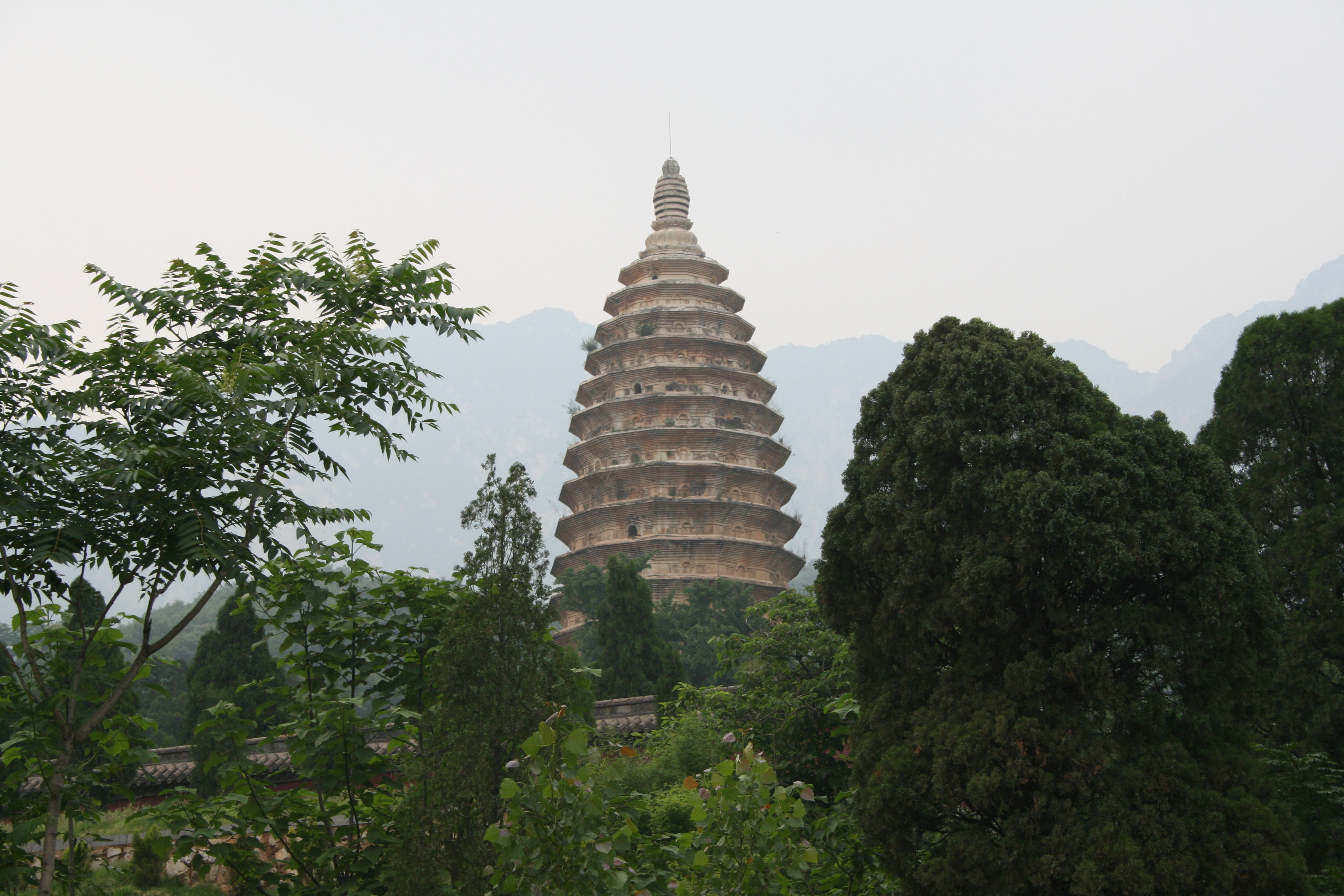
دير سونغيو معبد رئيسي
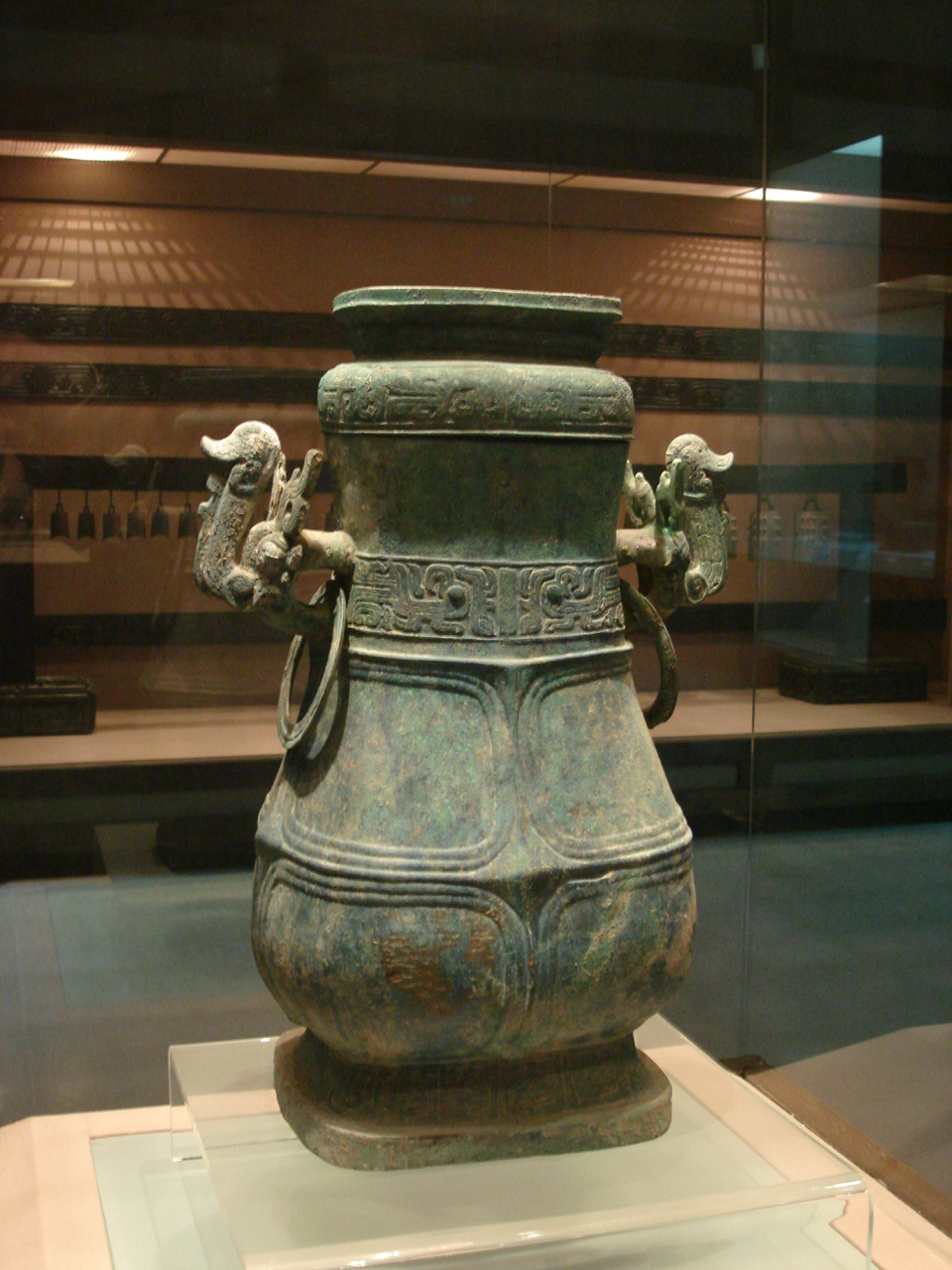
تحفة من البرونز
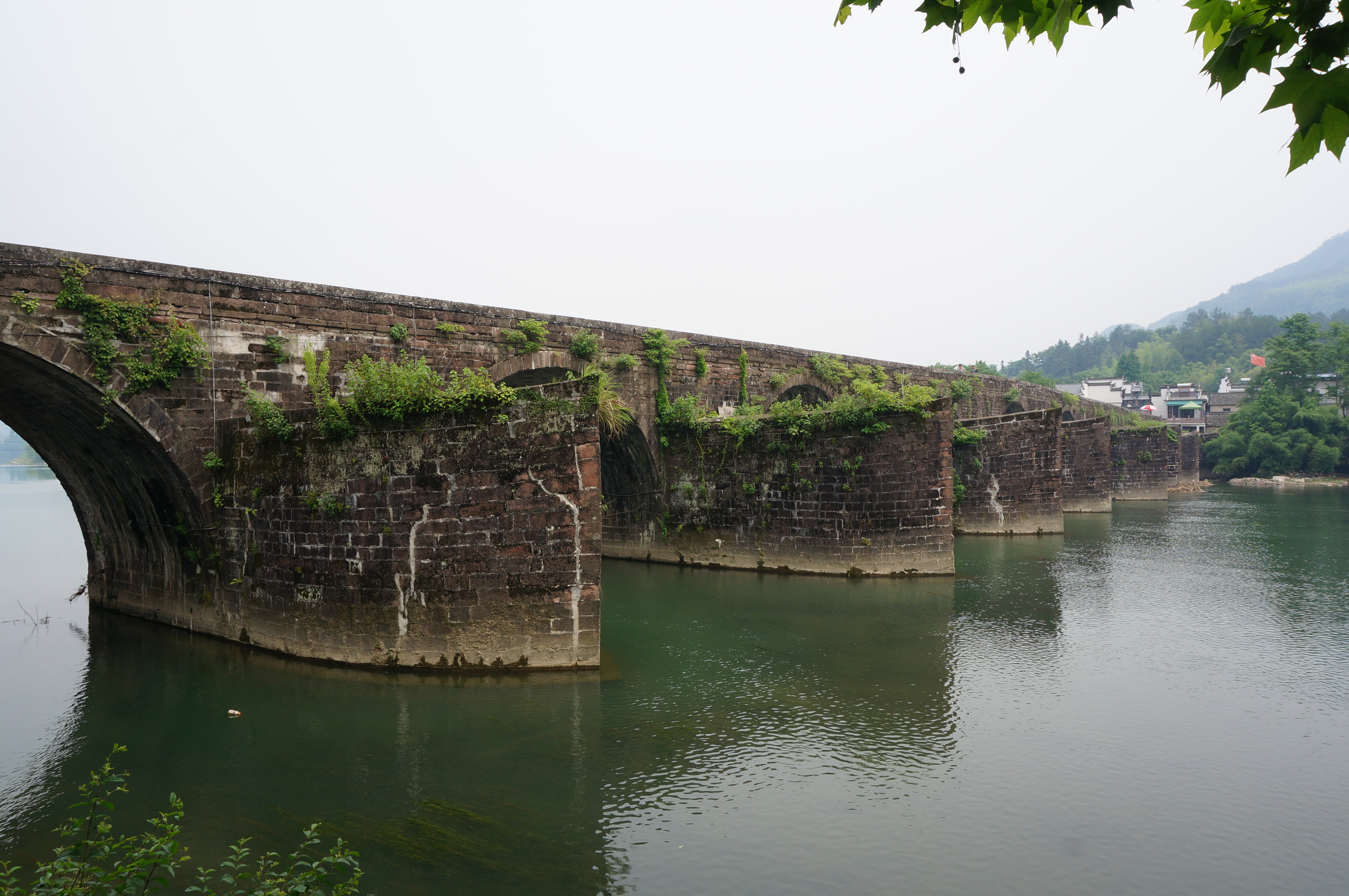
جسر في المدينة